# Deficiência de fosfofrutoquinase
A deficiência de fosfofrutoquinase, conhecida como doença de Tarui, também chamada glucogênese tipo VII, é uma enfermidade metabólica devida a uma deficiência na enzima fosfofrutoquinase, a qual converte a frutose-6-fosfato a frutose-1,6-bisfosfato no passo 3 da glicólise.